# توشيو شيماكاوا
توشيو شيماكاوا (باليابانية: 島川 俊郎) (28 مايو 1990 في ايشيكاوا في اليابان – )؛ هو لاعب كرة قدم ياباني سابق كان يلعب كمدافع.

## وصلات خارجية
- توشيو شيماكاوا على موقع رابطة كرة القدم اليابانية للمحترفين (اليابانية)
- توشيو شيماكاوا على موقع إي إس بي إن إف سي (الإنجليزية)
- توشيو شيماكاوا على موقع قاعدة بيانات كرة القدم.إي يو (الإنجليزية)
- توشيو شيماكاوا على موقع Soccerway.com (الإنجليزية)
- توشيو شيماكاوا على موقع عالم كرة القدم.نت (الإنجليزية)
- توشيو شيماكاوا على موقع كووورة